# Várnagy Katalin
Várnagy Katalin (Ragály, 1940. augusztus 10. – 2016. október 16.) Jászai Mari-díjas magyar színésznő.

## Életpályája
Rózsahegyi Kálmán Színészképző Iskolájának elvégzése után a Békés Megyei Jókai Színházhoz szerződött 1953-ban. 1963–1977 között az Állami Déryné Színház tagja volt. A Népszínház színésze volt 1977–1984 között, majd 1984–1989 között a Nemzeti Színházban játszott. Drámai szerepeket alakított.
A Duna Televízió által 2010-ben bemutatott Diplomatavadász című sorozatban Marika néni, a mindenes szerepét alakította. Ekkor így nyilatkozott: „Várnagy Katival két jelenet közt jól elbeszélgettem arról, hogy milyen nehéz egy nyugdíjas színész élete. A 70 éves Várnagy Kati sokáig az Állami Déryné Színházban játszott, emellett szinkronizált, de aztán beteg lett, és kiesett a szinkronizálási gyakorlatból. «Sosem fogom újra megtanulni a szinkronizálást, az unokáim szerint béna vagyok, még sms-ezni sem tudok» – panaszkodott vidáman, aztán kiment elszívni egy cigit. Pedig Kati néni még animéket is szinkronizált, ő volt például Pinako Rockbell magyar hangja a Fullmetal Alchemistben.”

## Színpadi szerepei
- Heltai Jenő: A néma levente....Zília
- Katona József: Bánk bán....Gertrudis
- Vörösmarty Mihály: Csongor és Tünde....Ledér, Tünde
- Mikszáth Kálmán–Ifj. Kalmár Tibor: Szent Péter esernyője....Veronka
- Botho Strauss: Kicsi és nagy....Öregasszony
- Galgóczi Erzsébet–Böhm György: Vidravas....Kissné
- Thornton Wilder: A mi kis városunk....Egy hölgy
- Felkai Ferenc: A király bolondja....Veronika
- Grimm testvérek: Hamupipőke....Gazdagné, Emerencia, a gonosz mostoha
- Bertolt Brecht: Állítsátok meg Arturo Uit!
- Alexandru Kiritescu: Szarkafészek....Wanda
- John Boyton Priestley: Veszélyes forduló....Maud Mockridge
- Friedrich Schiller: Stuart Mária....Stuart Mária
- Tamási Áron: Boldog nyárfalevél....Kláris
- George Bernard Shaw: Warrenné mestersége...Vivie
- Gárdonyi Géza: A bor....Baracsné
- Molière: Tartuffe....Dorine
- Szophoklész: Elektra....Elektra
- Gyurkó László: Szerelmem, Elektra....Elektra
- Jacques Deval: A potyautas....Martine
- Madách Imre: Az ember tragédiája....Éva
- Kosztolányi Dezső: Édes Anna....Anna
- Dávid Rózsa: Könnyű a nőknek!....Colette
- Vas István–Illés Endre: Trisztán....Brangwain, Izolda szolgálója
- Dosztojevszkij: Két férfi az ágy alatt....Lizaveta
- Bartos Ferenc–Baróti Géza: Mindent a mamáért....Titkárnő
- Molnár Ferenc: A Pál utcai fiúk....Nemecsek
- Ion Luca Caragiale: Az elveszett levél....Zoe Trahanache
- Federico García Lorca: Bernarda Alba háza....Szomszédasszony

## Filmjei

### Játékfilmek
- A közös bűn (1977)
- Eszterlánc (1984)
- Higgyetek nekem (1985)
- Soha, sehol, senkinek! (1988)
- Az utolsó nyáron (1991)
- Vakvagányok (2001)
- Csak szex és más semmi (2005)
- Konyec – Az utolsó csekk a pohárban (2006)
- A nyomozó (2008)
- Valami Amerika 2. (2008)

### Tévéfilmek, sorozatok
- A piac (1983), Irén asszony
- Három kövér (1985-mesejáték)
- A zöld torony (1985)
- A fantasztikus nagynéni 1-2. (1986)
- X polgártárs (1995)
- Szomszédok (1997)
- Barátok közt (1999), Farkas Erzsébet
- Szeret, nem szeret (2002)
- Tűzvonalban (2007-tévésorozat)
- Diplomatavadász (2010)

### Szinkron
- Erdészház Falkenauban
- Édes dundi Valentina
- Bjorn Mackó